# Reidgotaland

Las antiguas regiones de Reidgotaland están marcadas en naranja. El área morada es el Imperio Romano y en rosa Gotland

Reidgotaland, Hreidgotaland o Hreiðgotaland es el nombre de una tierra mítica que aparece mencionada en las sagas escandinavas y en el poema anglosajón Widsith (según algunos anterior a la época del rey Alfredo y el contacto con los escandinavos: 181 ) que habitualmente se refiere a la tierra de los godos. El término hreiðr puede significar nido de pájaro y quizás fuese un kenning de la tradición del pueblo godo por su costumbre de trasladarse y anidar por diferentes territorios, pero hreið- también es un prefijo que significa ‘bello’, ‘impaciente’, ‘famoso’, ‘noble’. Otra posibilidad es que fuese originalmente reið ‘cabalgar’, ‘viaje’ (ver Reith). Gotaland, por su parte, significa simplemente «tierra de los godos».
La identificación de este territorio varía según las fuentes. Según la Nordisk familjebok, enciclopedia sueca de los siglos XIX y XX, podría tratarse de algunas de estas regiones:
1. La isla de Gotland.
2. Götaland.
3. Gothiscandza y los demás asentamientos godos de la época de las migraciones. En la saga Hervarar, se la equipara con Oium (Escitia) fronteriza a la tierra de los Hunos y solo separada de ella por el bosque de Myrkviðr.
4. Los territorios de los godos (España, Aquitania e Italia) en el sudoeste de Europa, según fuentes anglosajonas.
5. Dinamarca y Suecia (según las Edda de Snorri Sturluson; reino terrenal de Odín).
6. Jutlandia.

La segunda edición de Nordisk familjebok explica que el término Hreidgoths se aplicó a los ostrogodos del sureste de Europa, y aparece con el término hraiðgutum en la piedra de Rök en Östergötland. En el Widsith, el viajero del poema ha estado en Hreð-Gotum. En las Eddas de Snorri, se aplica a Jutlandia o a Escandinavia como un todo, mientras que las islas son citadas como Eygotaland. Sin embargo, en las sagas legendarias, Eygotaland solo se usa para la isla de Gotland en el Mar Báltico.